# 5411 Liia
Az 5411 Liia (ideiglenes jelöléssel 1973 AT3) a Naprendszer kisbolygóövében található aszteroida. Nyikolaj Sztyepanovics Csernih fedezte fel 1973. január 2-án.